# Lægerabarber
Lægerabarber (Rheum officinale) er en plante i rabarberslægten som er hjemmehørende i Kina. 

## Beskrivelse
Det er en urt som bliver 1,5-2 m høj. Den har en kraftig stængel med store runde eller ovale blade med diameter på 30-50 cm som sidder på bladstilke som er lige så lange eller næsten lige så lange som bladpladen. De øverste blade er noget mindre. Blomsterne er grønne eller gullige med 6 blosterblade som er 2-2,5 × 1,2-1,5 mm store. Den har kraftige rødder og jordstængler.

## Levested og udbredelse
Lægerabarber vokser i bakker og skove i en højde på 1.200-4.000 m. Den er hjemmehørende i Kina i provinserne Guizhou, det sydvestlige del af  af Henan, den vestlige del af Hubei, Shaanxi, Sichuan, Yunnan og muligvis Fujian.

## Anvendelse
Jordstængler og rødder anvendes medicinsk. Den er eller har været dyrket som lægeplante mange steder. I Danmark er den blevet brugt mod forstoppelse og diarre.

## Navne
På dansk er planten både kaldt lægerabarber og ægte rabarber. Navnet ægte rabarber bruges dog også om Rheum palmatum som også kaldes bl.a. prydrabarber og håndbladet rabarber på dansk.